# كيليني (إليا)
كيليني (Κυλλήνη) هي مدينة في إليا في مقاطعة كينتريكي إلادا في اليونان.